# B. Hosahalli, Pavagada
B. Hosahalli là một làng thuộc tehsil Pavagada, huyện Tumkur, bang Karnataka, Ấn Độ.